# إسبومحلة
إسبومحلة (بالفارسية: اسبومحله) هي قرية تقع في غلستان في إيران. يقدر عدد سكانها بـ 1,651 نسمة .